# Charles Michels (stanice metra v Paříži)
Charles Michels je nepřestupní stanice pařížského metra na lince 10 v 15. obvodu v Paříži. Nachází se pod náměstím Place Charles Michels, které je tvořeno křížením Avenue Émile Zola, Rue Saint-Charles, Rue Linois a Rue des Entrepreneurs.

## Historie
Stanice byla otevřena 13. července 1913 jako dočasná konečná stanice prvního úseku linky 8, která vedla od stanice Opéra, neboť ještě nebyl hotový most přes Seinu. Ovšem již 30. září téhož roku byla linka rozšířena odtud do Porte d'Auteuil.
Dne 27. července 1937 došlo na jihu Paříže ke změnám v síti metra. Úsek dosavadní linky 8 mezi stanicemi Porte d'Auteuil a La Motte-Picquet – Grenelle byl od linky 8 odpojen a přičleněn k lince 10.

## Název
Stanice byla otevřena pod názvem Beaugrenelle (Krásný Grenelle), což je uměle vytvořený název zdejší obytné čtvrti v bývalém městě Grenelle. 14. července 1945 bylo náměstí Place Beaugrenelle přejmenováno na Place Charles Michels a s ním i tato stanice. Charles Michels (1903-1941) byl komunistický poslanec za 15. arrondissement popravený nacisty.

## Vstupy
Z nástupiště vede pouze jeden východ, který se nachází na jeho konci ve směru na Gare d'Austerlitz, a odkud vedou schody na:
- Rue des Entrepreneurs před dům č. 36
- Place Charles Michels před dům č. 11